# Luís X da Baviera
Luís X Baviera (em alemão:  Ludwig X. von Bayern), (Grünwald,  18 de setembro de 1495 - Landshut, 22 de abril de 1545), foi Duque da Baviera de 1516–1545, juntamente com o seu irmão mais velho, Guilherme IV da Baviera. Os seus pais foram Alberto IV e Cunegunda da Áustria, filha do imperador romano-germânico Frederico III e da imperatriz Leonor de Portugal.

## Biografia
Para evitar a subdivisão do Ducado da Baviera pelos vários filhos varões, o duque Alberto IV determinara, em 1506, que a sucessão na Baviera passaria a ser assegurada pelo primogénito. Apesar disso, Luís recusou seguir uma careira eclesiástica argumentando que ele nascera antes do édito tornar-se válido. Com o apoio da sua mãe e dos Estados-Gerais, Luís forçou o seu irmão a aceitá-lo como co-regente em 1516. Luis governou então os distritos de Landshut e Straubing, e a sua ação foi, em termos genéricos, concordante com a de seu irmão.
Tal como o irmão, Luís mostrou de início alguma simpatia para com a Reforma Protestante, mas em 1522 tomou posição contra a sua expansão na Baviera. Ambos os duques reprimiram também a revolta dos camponeses do sul da Alemanha e que, em 1525, atingira a Baviera. Uma vez que Luís reclamava a coroa do Reino da Boêmia, a Baviera estava em oposição aos Habsburgos até que, em 1534 os dois duques atingiram um acordo com o imperador Fernando I, em Linz.
Após a sua viagem à Itália, Luís construiu o primeiro palácio renascentista edificado a norte dos Alpes, a Residência de Landshut, cuja construção durou de 1537 a 1543 e que teve como modelo o Palazzo del Te, em Mântua.
Luís não teve descendência legítima, sendo o irmão o seu sucessor. Finalmente, a divisão do ducado da Baviera não se voltou a repetir.
A sua filha ilegítima foi Ana von Leonsberg (1525–1556) que casou com Johann Albrecht Widmannstetter (1506–1557).

## Ascendência
| Luís X, Duque da Baviera | Pai: Alberto IV da Baviera | Avô Paterno: Alberto III da Baviera                             | Bisavô Paterno: Ernesto da Baviera              |
| Luís X, Duque da Baviera | Pai: Alberto IV da Baviera | Avô Paterno: Alberto III da Baviera                             | Bisavó Paterna: Isabel Visconti                 |
| Luís X, Duque da Baviera | Pai: Alberto IV da Baviera | Avó Paterno: Ana de Brunswick-Grubenhagen-Einbeck               | Bisavô Paterno: Alberto I de Brunswick-Lüneburg |
| Luís X, Duque da Baviera | Pai: Alberto IV da Baviera | Avó Paterno: Ana de Brunswick-Grubenhagen-Einbeck               | Bisavó Paterna: Adelaide de Monferrato          |
| Luís X, Duque da Baviera | Mãe: Cunegunda da Áustria  | Avô Materno: Frederico III do Sacro Império Romano-Germânico    | Bisavô Materno: Ernesto, Duque da Áustria       |
| Luís X, Duque da Baviera | Mãe: Cunegunda da Áustria  | Avô Materno: Frederico III do Sacro Império Romano-Germânico    | Bisavó Materna Cymburgis da Masóvia             |
| Luís X, Duque da Baviera | Mãe: Cunegunda da Áustria  | Bisavó Materna: Leonor de Portugal, Imperatriz Romano-Germânica | Bisavô Materno: Duarte I de Portugal            |
| Luís X, Duque da Baviera | Mãe: Cunegunda da Áustria  | Bisavó Materna: Leonor de Portugal, Imperatriz Romano-Germânica | Bisavó Materna: Leonor de Aragão                |